# Atletismo nos Jogos Olímpicos de Verão de 2024 - Salto em distância feminino
A prova do salto em distância feminino do atletismo nos Jogos Olímpicos de Verão de 2024 ocorreu em 6 e 8 de agosto de 2024 no Stade de France, em Paris. Um total de 31 atletas de 21 Comitês Olímpicos Nacionais (CON) participaram do evento.

## Qualificação
Cada Comitê Olímpico Nacional (CON) poderia inscrever no máximo três atletas qualificadas em cada evento individual. Para o salto em distância feminino, o período de qualificação foi entre 1 de julho de 2023 a 30 de junho de 2024.

## Formato
O salto em distância consiste de duas fases (classificação e final). Na classificação houve dois grupos distintos de saltadoras, com cada uma tendo direito a três saltos para aferir uma marca.
A distância padrão na fase eliminatória foi de 6,75 metros, sendo que todas que ultrapassaram essa marca avançaram para a final. Um mínimo de 12 atletas precisaria avançar para a final; se menos de 12 fizessem a marca de qualificação, seriam classificadas as atletas subsequentes (incluindo as empatadas após o uso das regras de desempate).
Na final, cada saltadora teve direito a três saltos iniciais; as oito primeiras saltadoras ao final da terceira rodada receberam três saltos adicionais para um total de seis, com o melhor a contar para o resultado final.

## Calendário
Horário local (UTC+2)
| Data                | Horário | Fase          |
| ------------------- | ------- | ------------- |
| 6 de agosto de 2024 | 11:15   | Classificação |
| 8 de agosto de 2024 | 20:00   | Final         |

## Medalhistas
| Ouro   | USA Tara Davis-Woodhall |
| Prata  | GER Malaika Mihambo     |
| Bronze | USA Jasmine Moore       |

## Recordes
Antes desta competição, os recordes mundiais e olímpicos da prova eram os seguintes:
| Tipo | Atleta               | Marca  | Local      | Data                   |
| ---- | -------------------- | ------ | ---------- | ---------------------- |
|      | Galina Chistyakova   | 7,52 m | Leningrado | 11 de junho de 1988    |
|      | Jackie Joyner-Kersee | 7,40 m | Seul       | 29 de setembro de 1988 |

## Resultados

### Classificação
Todos as atletas que alcançarem a marca de classificação de 6,75 m (Q) ou pelo menos as 12 melhores atletas (q) avançam à final.
| Pos. | Grupo | Atleta                | CON                | #1   | #2   | #3   | Marca | Notas                |
| ---- | ----- | --------------------- | ------------------ | ---- | ---- | ---- | ----- | -------------------- |
| 1    | A     | Tara Davis-Woodhall   | USA Estados Unidos | 6.64 | 6.90 |      | 6.90  | Q                    |
| 2    | B     | Larissa Iapichino     | ITA Itália         | 6.60 | 6.87 |      | 6.87  | Q                    |
| 3    | B     | Malaika Mihambo       | GER Alemanha       | x    | x    | 6.86 | 6.86  | Q                    |
| 4    | A     | Ese Brume             | NGR Nigéria        | 6.44 | 6.40 | 6.76 | 6.76  | Q                    |
| 5    | A     | Ruth Usoro            | NGR Nigéria        | x    | 6.68 | 6.65 | 6.68  | q                    |
| 6    | A     | Jasmine Moore         | USA Estados Unidos | 6.35 | 6.66 | x    | 6.66  | q                    |
| 7    | B     | Prestina Ochonogor    | NGR Nigéria        | 6.27 | 6.65 | 6.29 | 6.65  | q                    |
| 8    | B     | Monae' Nichols        | USA Estados Unidos | 6.43 | 6.52 | 6.64 | 6.64  | q                    |
| 9    | A     | Alina Rotaru-Kottmann | ROU Romênia        | 6.45 | 6.46 | 6.63 | 6.63  | q                    |
| 10   | B     | Ackelia Smith         | JAM Jamaica        | 6.51 | 6.59 | 6.58 | 6.59  | q                    |
| 11   | B     | Marthe Koala          | BUR Burquina Fasso | 6.36 | 6.59 | 6.57 | 6.59  | q                    |
| 12   | B     | Hilary Kpatcha        | FRA França         | 6.18 | 6.20 | 6.59 | 6.59  | q                    |
| 13   | A     | Xiong Shiqi           | CHN China          | 6.58 | 6.56 | 6.52 | 6.58  | Recorde da temporada |
| 14   | A     | Pauline Hondema       | NED Países Baixos  | 4.72 | 6.21 | 6.55 | 6.55  |                      |
| 15   | B     | Fátima Diame          | ESP Espanha        | 6.37 | 6.52 | x    | 6.52  |                      |
| 16   | B     | Ivana Španović        | SRB Sérvia         | x    | 6.51 | 6.31 | 6.51  | Recorde da temporada |
| 17   | A     | Chanice Porter        | JAM Jamaica        | 6.48 | 6.21 | x    | 6.48  |                      |
| 18   | A     | Milica Gardašević     | SRB Sérvia         | 6.48 | x    | x    | 6.48  |                      |
| 19   | B     | Plamena Mitkova       | BUL Bulgária       | 6.45 | 6.42 | 6.33 | 6.45  |                      |
| 20   | A     | Laura Raquel Müller   | GER Alemanha       | 6.40 | 6.13 | 6.38 | 6.40  |                      |
| 21   | B     | Petra Farkas          | HUN Hungria        | 6.40 | 6.33 | 6.22 | 6.40  |                      |
| 22   | A     | Natalia Linares       | COL Colômbia       | x    | 6.40 | 6.04 | 6.40  |                      |
| 23   | A     | Eliane Martins        | BRA Brasil         | 6.36 | x    | x    | 6.36  |                      |
| 24   | A     | Agate de Sousa        | POR Portugal       | x    | 6.34 | 6.27 | 6.34  |                      |
| 25   | B     | Brooke Buschkuehl     | AUS Austrália      | 6.29 | 6.10 | 6.31 | 6.31  |                      |
| 26   | B     | Sumire Hata           | JPN Japão          | 6.21 | x    | 6.31 | 6.31  |                      |
| 27   | A     | Nikola Horowska       | POL Polônia        | x    | 6.31 | x    | 6.31  |                      |
| 28   | B     | Mikaelle Assani       | GER Alemanha       | 5.64 | 6.13 | 6.24 | 6.24  |                      |
| 29   | A     | Esraa Owis            | EGY Egito          | 5.93 | 6.11 | 6.20 | 6.20  |                      |
| 30   | A     | Tessy Ebosele         | ESP Espanha        | 6.02 | x    | 6.09 | 6.09  |                      |
| 31   | B     | Lissandra Campos      | BRA Brasil         | 5.90 | 6.02 | x    | 6.02  |                      |

### Final
As atletas que alcançarem as melhores marcas após seis tentativas conquistam as medalhas.
| Pos.              | Atleta                | CON                | #1   | #2   | #3   | #4          | #5          | #6          | Marca | Notas |
| ----------------- | --------------------- | ------------------ | ---- | ---- | ---- | ----------- | ----------- | ----------- | ----- | ----- |
| Medalha de ouro   | Tara Davis-Woodhall   | USA Estados Unidos | 6.93 | 7.05 | 6.95 | 7.10        | 6.61        | 6.68        | 7.10  |       |
| Medalha de prata  | Malaika Mihambo       | GER Alemanha       | 6.77 | 6.81 | 6.95 | x           | 6.98        | x           | 6.98  |       |
| Medalha de bronze | Jasmine Moore         | USA Estados Unidos | 6.96 | 6.92 | 6.62 | 6.75        | 6.88        | 6.88        | 6.96  |       |
| 4                 | Larissa Iapichino     | ITA Itália         | 6.78 | 6.87 | x    | 6.83        | 6.78        | 6.85        | 6.87  |       |
| 5                 | Ese Brume             | NGR Nigéria        | x    | 6.59 | 6.63 | 6.70        | 6.51        | 6.70        | 6.70  |       |
| 6                 | Monae' Nichols        | USA Estados Unidos | 6.64 | x    | 6.36 | 6.63        | 6.67        | 6.66        | 6.67  |       |
| 7                 | Alina Rotaru-Kottmann | ROU Romênia        | 6.46 | 6.46 | 6.65 | 6.55        | 6.67        | 6.50        | 6.67  |       |
| 8                 | Ackelia Smith         | JAM Jamaica        | 6.66 | 6.52 | x    | 5.86        | 6.40        | 6.42        | 6.66  |       |
| 9                 | Marthe Koala          | BUR Burquina Fasso | 6.61 | 6.51 | 6.46 | Não avançou | Não avançou | Não avançou | 6.61  |       |
| 10                | Ruth Usoro            | NGR Nigéria        | 6.58 | x    | 5.80 | Não avançou | Não avançou | Não avançou | 6.58  |       |
| 11                | Hilary Kpatcha        | FRA França         | 6.56 | 5.54 | 5.78 | Não avançou | Não avançou | Não avançou | 6.56  |       |
| 12                | Prestina Ochonogor    | NGR Nigéria        | 6.07 | 6.24 | 6.24 | Não avançou | Não avançou | Não avançou | 6.24  |       |

Legenda
| Recorde mundial      | Recorde mundial (World record)               |                       | Recorde africano                      | Recorde africano (African) |                                           | Q | Classificado por posição (Qualified) |
| Recorde olímpico     | Recorde olímpico (Olympic record)            | Recorde da América    | Recorde da América (Americas)         | q                          | Classificado por melhor tempo (Qualified) |   |                                      |
| Melhor marca do ano  | Melhor marca do ano (World leading)          | Recorde asiático      | Recorde asiático (Asian)              | DNS                        | Não largou (Did not start)                |   |                                      |
| Recorde nacional     | Recorde nacional (National record)           | Recorde europeu       | Recorde europeu (European)            | DNF                        | Não terminou (Did not finish)             |   |                                      |
| Recorde pessoal      | Recorde pessoal do atleta (Personal best)    | Recorde da Oceania    | Recorde da Oceania (Oceania)          | DSQ / DQ                   | Desclassificado (Disqualified)            |   |                                      |
| Recorde da temporada | Recorde da temporada do atleta (Season best) | Recorde sul-americano | Recorde sul-americano (South America) | NM                         | Sem marca (No mark)                       |   |                                      |